# Denisa-Elena Neagu
Denisa-Elena Neagu (n. 16 octombrie 1986, Corabia, România) este un deputat român, ales în 2020 din partea USR. 